# Thonon Évian Grand Genève Football Club
Il Thonon Évian Grand Gèneve Football Club, meglio noto come Thonon Évian, è una società calcistica francese con sede a Thonon-les-Bains. Milita in Championnat National 2, la quarta divisione del campionato francese.
Fondata nel 2017 con la denominazione Thonon Évian Savoie Football Club per subentrare al fallito Évian Thonon Gaillard Football Club (siglato ETG, fondato nel 2007), nel 2018 si è fusa con l'Union Sportive Évian Lugrin Football Club divenendo Thonon Évian Football Club. Nel 2019 l'incorporazione del Croix de Savoie Football Academy Ambilly (club femminile) ha portato a una nuova denominazione.
Al termine della stagione 2010-2011 l'allora ETG ottenne la sua prima storica promozione in Ligue 1 (prima divisione francese), nella quale militò ininterrottamente dal 2011 al 2015; il miglior piazzamento in massima serie fu il 9º posto dell'annata d'esordio. Nella stagione 2014-2015 la squadra chiuse il campionato al terzultimo posto in classifica e retrocesse quindi in Ligue 2 (seconda divisione francese).

## Storia

### Il calcio a Gaillard
Nel 2003 venne fondato il Football Croix-de-Savoie 74, in seguito alla fusione tra il Football Club Gaillard, fondato nel 1924 e impegnato per quasi tutta la sua storia nella Ligue Rhône-Alpes, e il Football Club Ville-la-Grand, fondato nel 1928. Durante la sua prima stagione il Croix-de-Savoie si classifica terzo nel girone B del Championnat de France amateur; normalmente venivano promosse solo le prime due classificate ma, essendo le prime due classificate le squadre delle riserve di Olympique Lione e Metz, il Croix-de-Savoie viene promosso in Championnat National. La prima stagione vede la squadra evitare di un soffio la retrocessione classificandosi 14º su 20. La stagione successiva vede il Croix-de-Savoie classificarsi 18° e quindi ritornare in quarta divisione.

### La nascita dell'Évian Thonon Gaillard

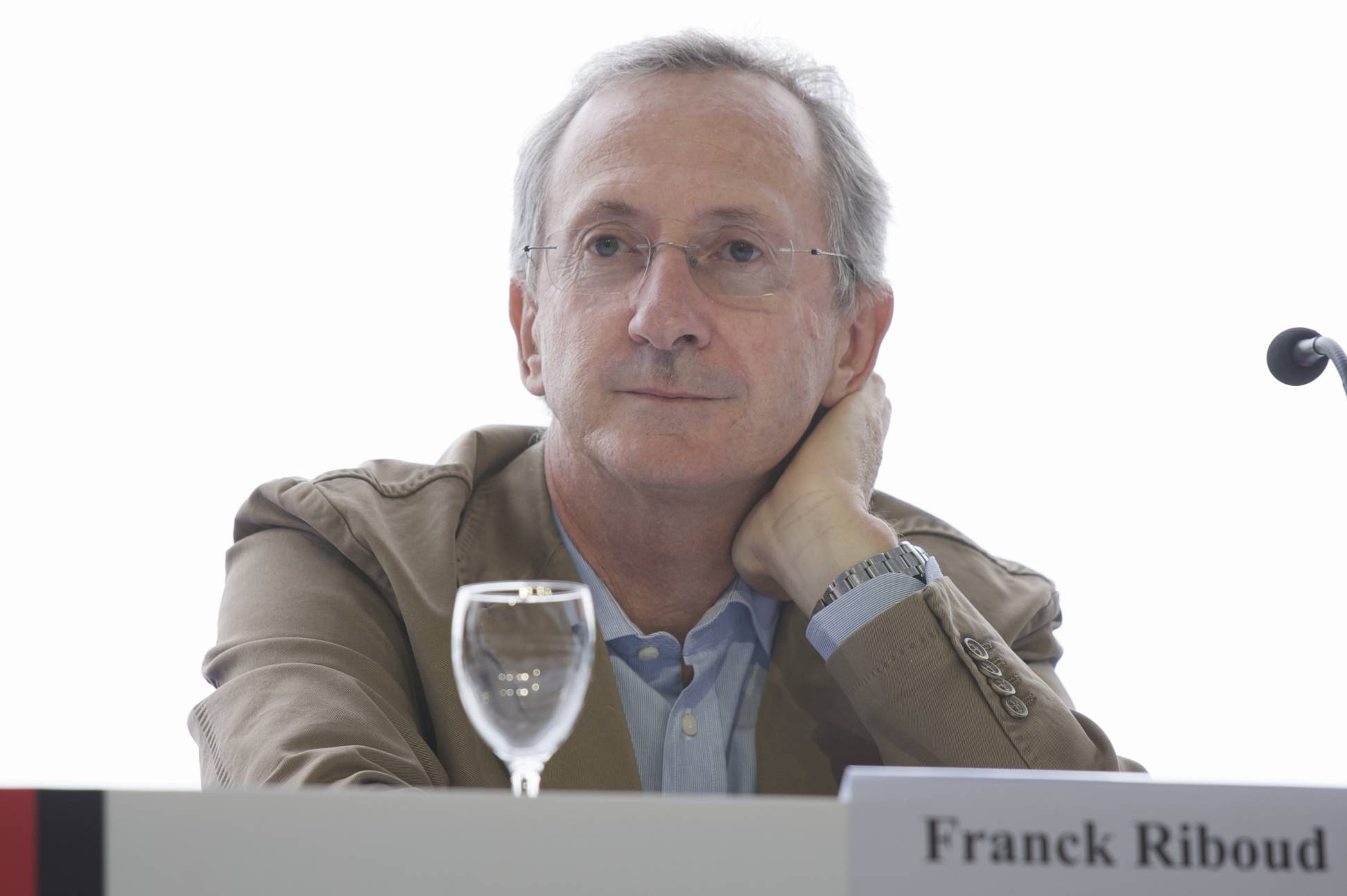
Frank Riboud, proprietario di Danone e presidente onorario dell'Évian dal 2009 al 2016

Nel 2007 nasce il nuovo club, in seguito alla fusione tra il Croix-de-Savoie con l'Olympique Thonon-Chablais costituendo l'Olympique Croix-de-Savoie 74. Questa unione viene dettata dalla necessità della società di Gaillard di utilizzare uno stadio più grande, trasferendo così il proprio campo da gioco nella vicina cittadina di Thonon-les-Bains. Il nuovo stadio è lo stadio Joseph Moynat, struttura con 2 700 posti a sedere e capienza di 6 000 persone. Nella stagione 2007-2008 il club vince il gruppo B della Ligue Rhône-Alpes e torna in Championnat National conquistando la cifra record di 108 punti, nuovo primato mondiale per un campionato a girone all'italiana, frutto di 32 vittorie, 8 pareggi e 4 sconfitte (il regolamento del torneo prevedeva 4 punti per vittoria, 2 per pareggio e 1 per sconfitta).
Nell'estate 2009 viene eletto presidente onorario Franck Riboud, presidente della Danone, il quale cambia la denominazione in Évian Thonon Gaillard Football Club, con riferimento all'acqua minerale del suo gruppo e non all'omonima città, immettendo denaro nelle casse al fine di migliorare il settore giovanile e puntare a un'ascesa in Ligue 2, che puntualmente avviene al termine della stessa stagione con la vittoria per 1-0 sull'Amiens.

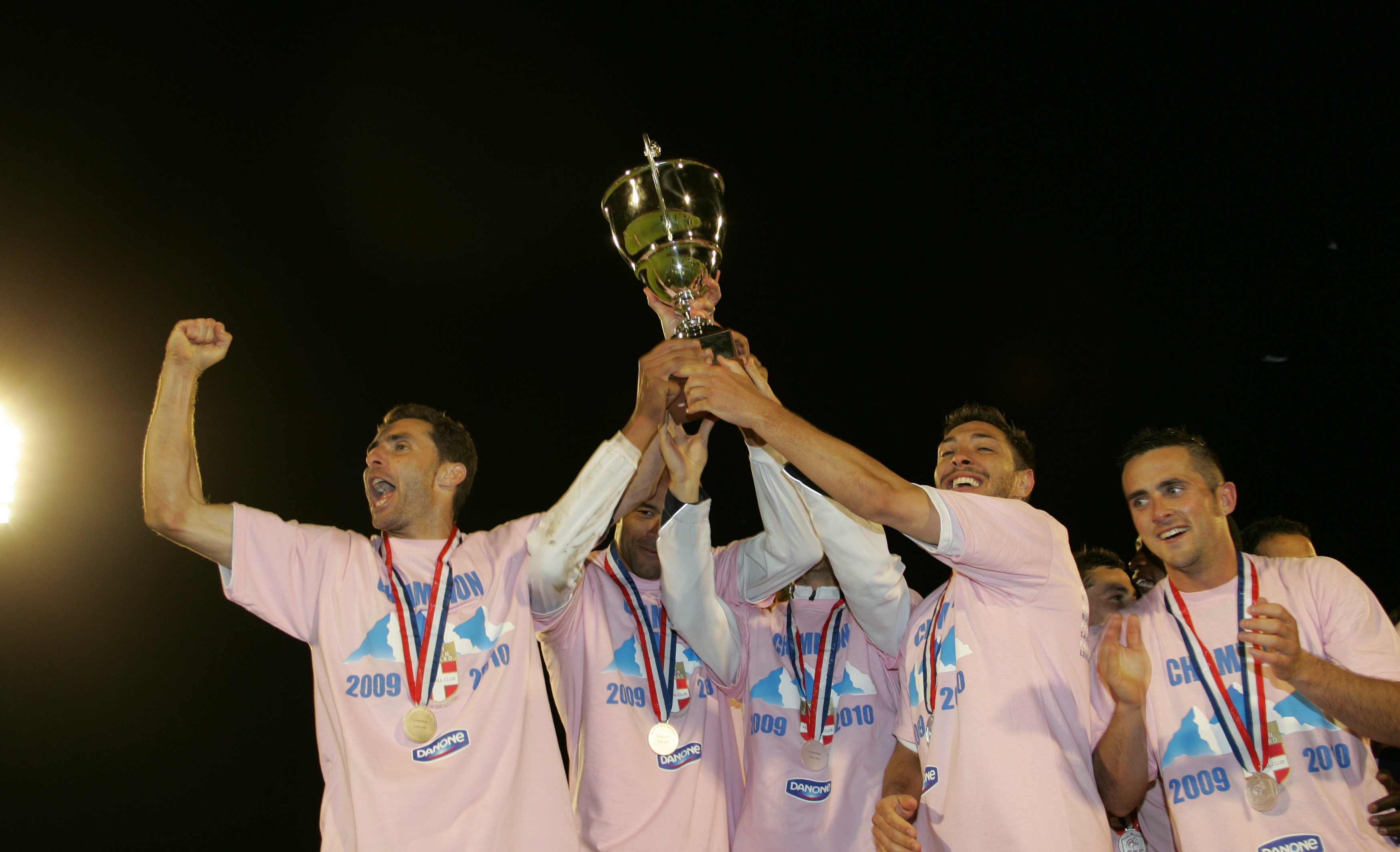
I giocatori dell'Évian festeggiano la promozione in Ligue 2 al termine della stagione 2009-2010

### La prima storica promozione

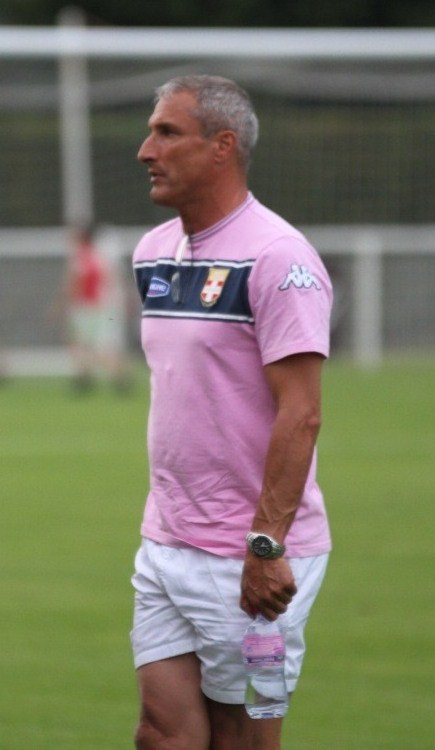
Bernard Casoni, allenatore della storica promozione in Ligue 1

Dopo essere stato promosso in Ligue 2, il club sembra vicino a trasferirsi allo stade de Genève di Ginevra, in Svizzera, dopo che lo stadio Joseph Moynat viene ritenuto non idoneo dalla Ligue de Football Professionnel; la città del club, Thonon-les-Bains, è infatti molto vicina al confine con la Svizzera e distante solo 45 minuti da Ginevra. Viene poi dichiarato che il presidente del club, Patrick Trotignon, stava lavorando per il trasferimento a Ginevra in caso di promozione già dalla precedente stagione. Inoltre il vicepresidente del Servette, club che occupava lo stadio, aveva dichiarato che i calendari dei due club avrebbero potuto sovrapporsi e che il terreno di gioco avrebbe potuto risentire della presenza di due club, dichiarazioni però confutate da Benoît Genecand, presidente della Fondation du Stade de Genève, proprietaria dello stadio, al quale il club risponde con un comunicato ufficiale sul proprio sito. L'Évian invia allora una petizione al consiglio di stato di Ginevra e ottiene l'approvazione della Ligue de Football Professionnel per il trasferimento nello stadio. Il 20 maggio 2010 il club riceve l'ok per il trasferimento dalla federcalcio francese. Tuttavia il club avrebbe dovuto ottenere l'approvazione del comitato esecutivo della UEFA che gliela nega. Il club si trasferisce allora al Parc des Sports di Annecy.
In stagione, dopo la promozione, l'Évian si prepara ad affrontare la prima stagione in Ligue 2 con l'obiettivo salvezza. La squadra savoiarda, guidata da Bernard Casoni, inizia il campionato 2010-2011 portandosi al primo posto dopo le prime gare, grazie a quattro vittorie, un pareggio e una sconfitta. Questa buona serie di risultati, si conclude con una pesante sconfitta sul campo del Digione 5-1, più l'eliminazione dalla Coppa di Lega da parte del Guingamp. Nonostante questa battuta d'arresto, la squadra continua la sua cavalcata rimanendo stabilmente tra le prime posizioni del campionato. Il 20 maggio 2011, battendo lo Stade Reims per 2-1, conquista la promozione in Ligue 1, la prima per una squadra dell'Alta Savoia. Il club, termina il campionato al 1º posto, con 67 punti, frutto di 18 vittorie (maggior numero di vittorie), 13 pareggi e 7 sconfitte (record stagionale). Inoltre l'Évian è anche la squadra che ha realizzato più reti (63) e quella con la miglior differenza reti (+22). Il tecnico Casoni viene premiato anche come allenatore della Ligue 2.

### Il quadriennio in Ligue 1

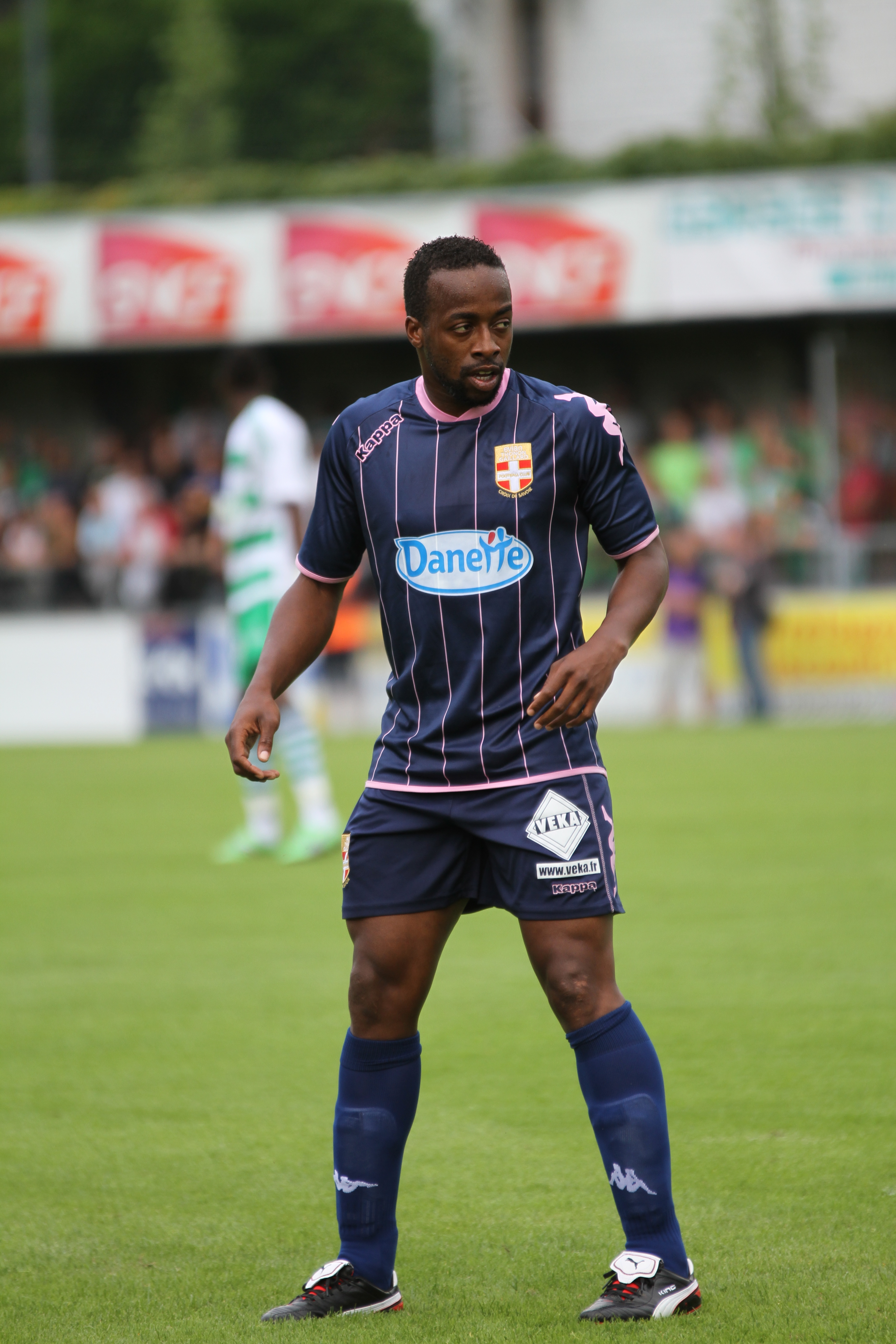
Sidney Govou, colpo di mercato estivo dell'Évian, per la prima storica stagione in Ligue 1

Durante l'estate la squadra attua un'ambiziosa campagna acquisti per evitare la retrocessione comprando giocatori del calibro di Sidney Govou e Christian Poulsen. Esordisce in Ligue 1 il 6 agosto 2011 pareggiando per 2-2 in casa del Brest grazie alle reti di Sorlin e M'Madi. La stagione si conclude in modo inaspettato, infatti la squadra centra il nono posto salvandosi così con largo anticipo.
All'alba della nuova stagione, viene chiamato a guidare l'Évian Pascal Dupraz, già allenatore nel biennio 2007-2009. Il cammino nella Coppa di Francia 2012-2013 rappresenta il momento più glorioso della breve storia sportiva del club: il 17 aprile elimina ai quarti il Paris Saint-Germain battendolo ai tiri di rigore per 4-1 (dopo che i tempi regolamentari si erano chiusi sull'1-1); dopo aver superato in semifinale il Lorient per 4-0, il 31 maggio arriva a giocarsi la finale di Saint-Denis, uscendo sconfitto dal Bordeaux. In Ligue 1 invece, la squadra raggiunge a fatica la salvezza piazzandosi al 16º posto in classifica. Con 13 reti siglate durante la stagione, Saber Khalifa è il record man di gol in una sola stagione in Ligue 1 dell'Évian.
Nella stagione 2013-2014, l'allenatore Dupraz parte con l'obiettivo di una tranquilla salvezza. Dopo l'addio di Govou, arriva il giovane Maxime Blanc dal Lione, l'interno argentino Facundo Bertoglio e l'attaccante colombiano Andrés Escobar, entrambi dalla Dinamo Kiev. Al termine del campionato, l'Évian si piazza al 14º posto, lontano dalla zona retrocessione, conquistando quindi la salvezza per il terzo anno di fila.
La quarta stagione di fila in Ligue 1, il campionato 2014-2015, segna il ritorno dell'Évian in Ligue 2 dopo quattro anni. Prima dell'inizio del campionato, l'Évian scongiura il possibile blocco del mercato da parte degli organi federali francesi. Confermato Dupraz in panchina, viene ceduto il record man di presenze e reti con l'Évian Kévin Bérigaud (205 presenze e 61 reti dal 2009 al 2014). Altre cessioni, riguardano l'attaccante Túlio de Melo e il portiere Bertrand Laquait. Arriva però tra i pali Benjamin Leroy dal Tours, oltre ai nazionali danesi Jesper Juelsgård e Nicki Bille Nielsen, rispettivamente difensore e attaccante. La certezza matematica della retrocessione, arriva il 16 maggio 2015, alla 37ª giornata, con la sconfitta casalinga per 2-1 contro il Saint-Étienne. L'Évian conclude quindi la stagione al 18º posto, con 37 punti frutto di 11 vittorie, 4 pari e 23 sconfitte.

### La discesa in terza divisione e il fallimento
Per la stagione 2015-2016 in Ligue 2 la panchina è affidata al bosniaco Safet Sušić. La prima parte di campionato vede l'Évian stazionare a metà classifica, ben lontano dagli obiettivi di promozione dichiarati a inizio stagione. Tuttavia, questo non è il problema primario: la squadra si trova in una grave crisi finanziaria, che pian piano si riflette in campo, con la squadra che comincia una serie di risultati negativi, tanto che Sušić viene esonerato. Il nuovo allenatore non riesce a controllare una squadra allo sbando su tutti i fronti. Il team savoiardo non riesce a uscire dalla crisi e, all'ultima giornata, retrocede in Championnat National arrivando terz'ultima con 39 punti. La squadra, senza soldi, non riesce a iscriversi in Championnat National, ripartendo dalla serie appena sotto, il Championnat de France amateur.
La squadra non si presenta alle prime due partite, venendo poi esclusa dal campionato e radiata dai campionati professionistici francesi per gravissime inadempienze finanziarie.

### La rifondazione, l'arrivo di Truchot e le varie fusioni
Il 7 dicembre 2016, l'Évian è stato ribattezzato Thonon Évian Savoie Football Club.
Nel settembre 2017, Patrick Trotignon fa il suo ritorno con il desiderio di far rivivere un'ambiziosa squadra di calcio nella regione. Il suo primo compito è stato trovare nuovi fondi, riuscendo a coinvolgere nel progetto Ravy Truchot, imprenditore e investitore francese nei settori della tecnologia, del digitale, dello stile di vita e dello sport, proprietario del Miami City Football Club e del Paris Saint-Germain Academy in Florida. Data la sua particolare attenzione alle attività giovanili, il primo investimento da parte di Truchot è stato quello di valorizzare l'academy giovanile. Nel 2018, il Thonon Évian Savoie Football Club e l'Union Sportive Évian Lugrin Football Club si fondono dando vita al Thonon Évian Football Club, coinvolgendo direttamente Truchot e Trotignon, divenendo rispettivamente proprietario e vicepresidente. A settembre dello stesso anno apre l'accademia giovanile, denominata International Center of European Football che, visti i rapporti del patron con il calcio statunitense, punta alla crescita di giovani calciatori americani in Europa. 
L'anno seguente, nel 2019, con l'incorporazione del club femminile Croix de Savoie Football Academy Ambilly, si ha la nuova denominazione Thonon Évian Grand Genève Football Club. Il nuovo club ottiene la promozione dal campionato Régional 2 al campionato Régional 1 nella regione dell'Alvernia-Rodano-Alpi. Alla fine della stagione 2019-2020 compie il doppio salto, raggiungendo la promozione in Championnat National 3, la quinta divisione nazionale.

## Colori e simboli

### Colori

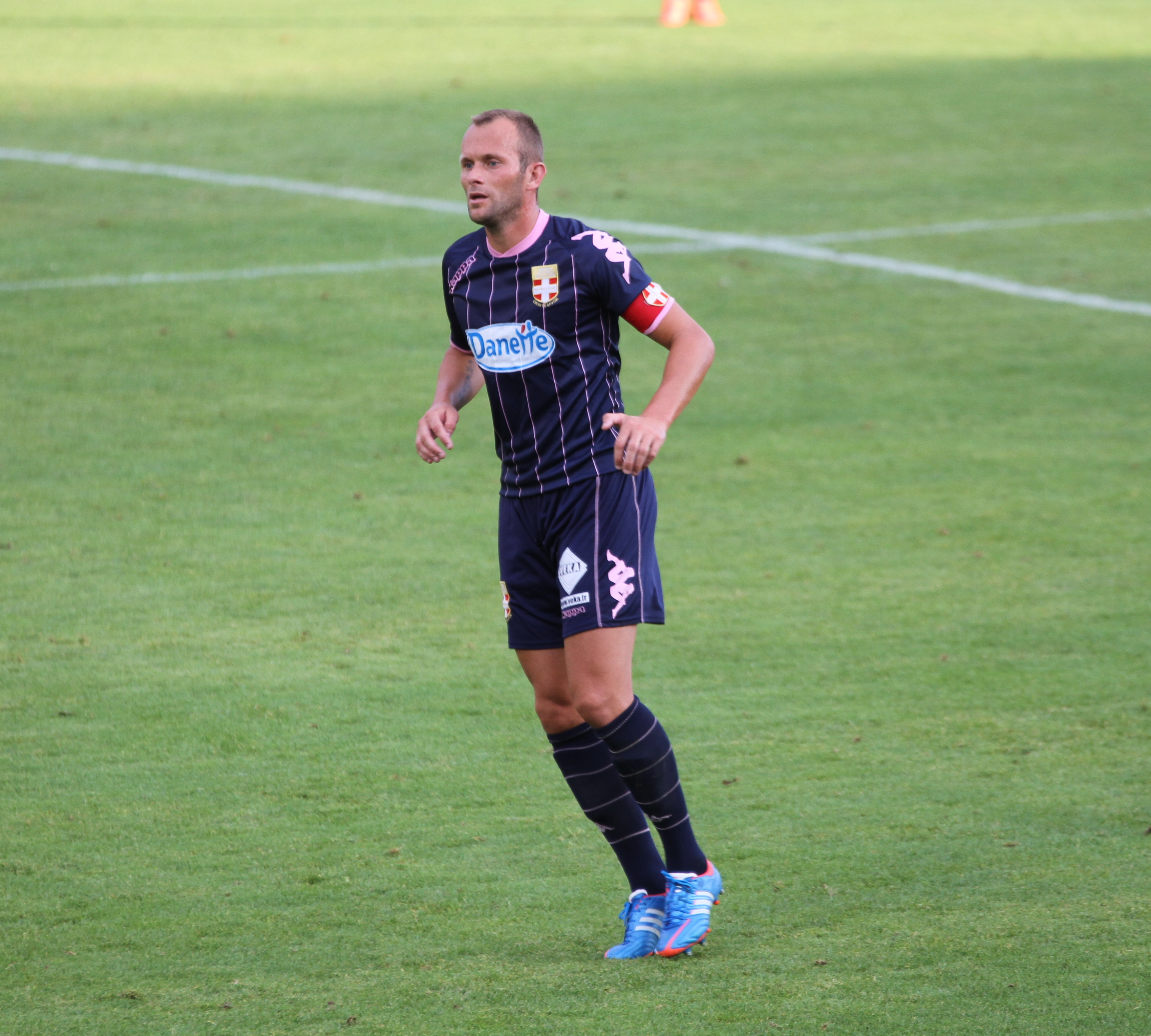
La divisa da trasferta tipica dell'Évian, blu e rosa, indossata da Olivier Sorlin

I primi colori sociali dell'Olympique Croix-de-Savoie 74, nato nel 2007 da una fusione e rappresentante le città di Thonon-les-Bains e Gaillard, erano una maglia azzurra con croce dorata e sul cuore lo stemma dell'Alta Savoia.
I colori della prima divisa dell'Évian Thonon Gaillard sono stati il rosa e il bianco. Sono stati in uso dal 2009 al 2016, quindi da quando il club ha assunto questa denominazione e è stato nominato presidente onorario Franck Riboud, patron della Danone. Una caratteristica comune delle maglie dell'Évian dal 2009 fino al 2014, sono le tipiche tre vette azzurre su sfondo rosa simbolo dell'acqua Evian (appartenente al gruppo Danone). Infatti, il nome della squadra, non è da associare all'omonima città, ma alla nota azienda produttrice di acqua minerale.
Nella stagione 2010-2011, la prima maglia aveva pantaloncini e calzettoni totalmente bianchi, e maglia rosa con bordini del medesimo colore. Nella stagione seguente, che corrisponde con lo storico esordio in Ligue 1, la prima maglia ha dei bordini di colore blu. L'estate seguente, la maglia introduce alcune novità: nella prima casacca il logo delle tre cime, oltre che sul petto, è ripetuto come sfondo in piccolo su tutto il corpo. Altra novità, è la presenza di un palo centrale bianco nella parte alta sul petto. Nel 2014-2015 la prima divisa subisce un considerevole cambiamento, con il bianco come colore dominante e con maniche e fianchi rosa. Un'altra novità è caratterizzata dal fatto, che non compaiono più le montagne simbolo dell'azienda Evian dopo cinque anni.
Le maglie da trasferta invece ricordano quelle del vecchio club, e sono principalmente di colore blu, così come pantaloncini e calzettoni, ma con bordini rosa. Tra le seconde divise più particolari del club, si ricordano quelle del campionato 2013-2014, dove sia nella parte frontale che sul retro sono presenti tanti cerchietti concentrici tono su tono che simulano l'impatto delle gocce di pioggia su uno specchio d'acqua. Nella stagione 2014-2015, sulla seconda maglia, la parte frontale è arricchita da un design tono su tono ispirato alle forme dei cristalli, richiamo all'ambiente naturale locale. La terza maglia invece, è stata il più delle volte totalmente rossa con bordi bianchi, ispirata ai colori della Croce di Savoia. Nella stagione 2012-2013 la terza divisa era di colore fucsia, con bordi bianchi e montagne azzurre sul petto.

### Simboli ufficiali

#### Stemma
Nel 2007 l'Olympique Croix-de-Savoie 74, aveva uno stemma e colori differenti. Il primo simbolo era semplicemente la Croce di Savoia, stemma anche di Casa Savoia, con l'aggiunta di un'abbreviazione del nome della società: FCS 74, racchiuso in un riquadro bianco.
Inoltre, il simbolo dell'Olimpique Croix-de-Savoie, è ripreso in tutto e per tutto dal logo della primissima società Football Croix-de-Savoie 74, fondata nel 2003.
Il secondo simbolo dell'Évian Thonon Gaillard è stato in uso dal 2009, da quando la società ha cambiato denominazione, fino al 2016. Sul simbolo campeggia la Croce di Savoia, di colore bianco su sfondo rosso. La croce, è racchiusa in uno stemma dorato che contiene la scritta Evian Thonon Gaillard. Separata dal logo, c'è un'ulteriore dicitura con scritto CROIX DE SAVOIE (Croce di Savoia).
Nel 2017, con la nascita del Thonon Évian Savoie Football Club, la squadra cambia radicalmente, assumendo il bianco e il nero come colori sociali. Sullo sfondo di uno scudo bordato di rosso, è stato inserito un pallone da calcio, mentre in primo piano compare stemma un leone rampante nero con particolari rossi, sovrastati dalla nuova denominazione del club.
A partire dalla stagione 2018-2019, viene adottato un nuovo simbolo per rappresentare il Thonon Évian Football Club, la nuova squadra nata dall'unione tra Thonon Évian Savoie Football Club e l'Union Sportive Évian Lugrin Football Club. Il nuovo logo è uno scudo blu con al centro un pallone tra due stelle; nella parte bassa un profilo stilizzato di colore bianco dei monti dell'Alta Savoia e del lago di Ginevra, mentre in alto campeggia il nome della squadra.
Nel 2020, avviene un ulteriore restyling, che vede in pratica lo snellimento della grafica, lasciando in basso soltanto il profilo bianco dei monti, il solo pallone al centro e il nome in alto, con font cambiato, sovrastato da una stella dorata, il tutto su uno sfondo di colore blu di Prussia.

La Croce di Savoia, stemma anche dell'Évian
Lo stemma in uso dal 2007 al 2009
Lo stemma in uso dal 2009 al 2016

## Strutture

### Stadio

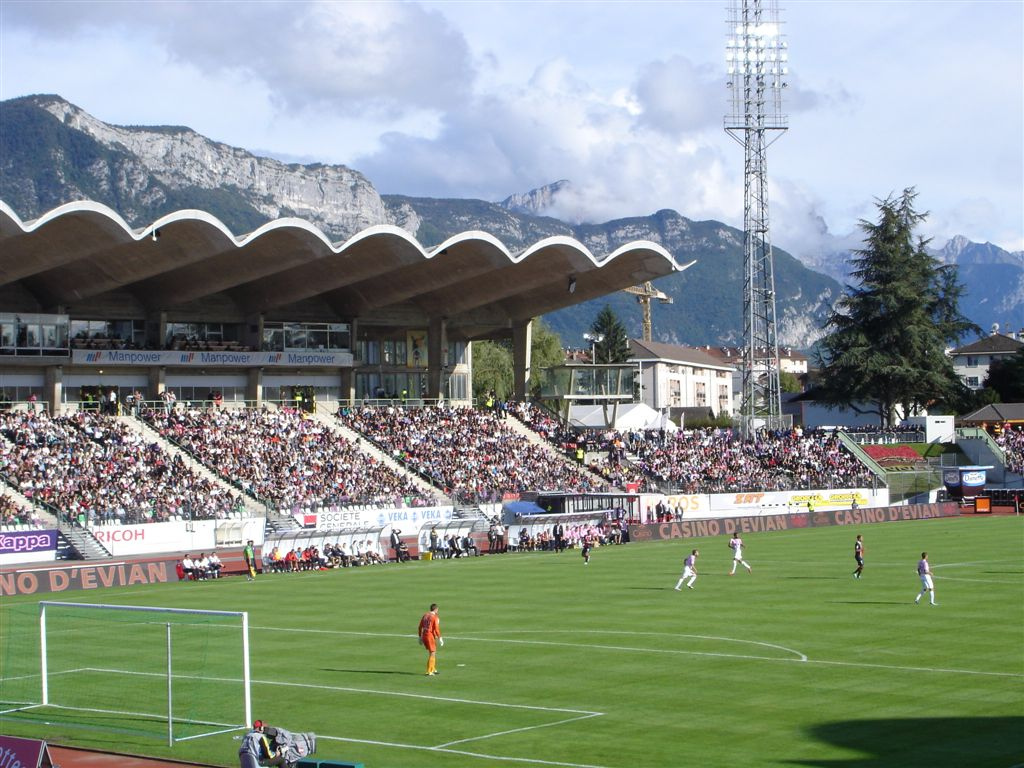
Visuale del Parc des Sports di Annecy, dove ha disputato le gare casalinghe l'Évian

Fino al 2003, il Gaillard disputava le partite interne allo stadio Louis-Simon, che si trova a Gaillard, la cui capacità è limitata a 1 800 posti a sedere. Con la fusione tra i club e le promozioni, la prima squadra si trasferì allo stadio Joseph Moynat di 3 500 posti a sedere, che si trova a Thonon-les-Bains. Questo stadio però, viene ritenuto non idoneo dalla Ligue de Football Professionnel.
L'approdo in Ligue 2 richiese strutture migliori, così il club si stabilì allo stade de Genève di Ginevra in Svizzera, che può ospitare 30 084 spettatori, in coabitazione con il Servette.
In seguito alla promozione in Ligue 1, l'Évian è costretto dall'UEFA a migrare ad Annecy, al Parc des Sports. Lo stadio, costruito nel 1958 e inaugurato nel 1964, ha una capienza di 15 714 posti a sedere. In questo impianto, disputa le partite la squadra cittadina dell'Annecy. Il club dell'Alta Savoia, ha investito quasi un milione di euro per portare lo stadio agli standard dalla federazione francese (spogliatoi, illuminazione, tribune e prato).
La costruzione di un nuovo stadio era prevista per il 2014, nella città di Seynod (nei pressi di Annecy). La capacità dell'impianto doveva essere compresa tra 15 000 e 20 000 posti a sedere; il progetto è però naufragato a seguito della crisi del club, che una volta rifondato ha fatto ritorno allo stadio Joseph Moynat di Thonon-les-Bains. 

### Centro di allenamento
Dal 2013 al 2016, il centro di allenamento si trova nella zona di Blonay, nelle vicinanze delle alte città savoiarde di Marin e Publier.

## Società

### Organigramma societario
Organigramma aggiornato al 1º luglio 2023.
- Ravy Truchot - Presidente
- Serge Garcia - Presidente dell'associazione
- 15 membri eletti - Consiglio d'amministrazione
- Sébastien Harmand - Responsabile amministrativo e finanziario
- Murielle Biglione - Direttore marketing, comunicazione e partnerariato
- Myriam Gauthier - Responsabile tesoreria
- Carin Dubrac Jouan - Segreteria

### Sponsor
- 2007-2010 Duarig
- 2010-2016 Kappa
- 2016-2017 Inattivo
- 2017-2022 Kappa
- 2022- Nike

### Settore giovanile
Tra i giocatori più noti cresciuti nel settore giovanile dell'Évian, si ricordano il portiere Johann Durand e l'ex attaccante e recordman di gol Kévin Bérigaud. Il primo, nato a Évian-les-Bains, è stato all'Évian dal 2007 al 2016 mentre Bérigaud, nato a Thonon-les-Bains, ha mosso i primi passi nel club nel 2006.

## Allenatori e presidenti
| Allenatori - 2007-2009 Pascal Dupraz - 2009-2010 Stéphane Paille (1ª-21ª) Bernard Casoni (22ª-38ª) - 2010-2011 Bernard Casoni - 2011-2012 Bernard Casoni (1ª-19ª) Pablo Correa (20ª-38ª) - 2012-2015 Pascal Dupraz - 2015-2016 Safet Sušić (1ª-20ª) Romain Revelli (21ª-38ª) - 2016-2017 Inattivo - 2017-2018 Régis Beunardeau - 2018-2019 Bryan Bergougnoux - 2019-2020 Éric Guichard - 2020-2021 Éric Guichard (1ª-3ª) Bryan Bergougnoux (4ª) Hélder Esteves (6ª) - 2021- Bryan Bergougnoux | Presidenti - 2007-2008 Henry Vulliez - 2008-2013 Patrick Trotignon - 2013-2015 Joël Lopez - 2015-2016 Esfandiar Bakhtiar - 2016-2017 Inattivo - 2017-2020 Jean-Louis Escoffier - 2020-2021 Patrick Trotignon - 2021- Ravy Truchot |

## Calciatori

### Capitani
- Johann Durand (2007-2009)
- Cédric Barbosa (2009-2011)
- Olivier Sorlin (2011-2016)
- Inattivo (2016-2017)
- Joel Santimaria (2017-2018)
- Bryan Bergougnoux (2018-2019)
- Corentin Tirard (2019-)

### Contributo alle Nazionali

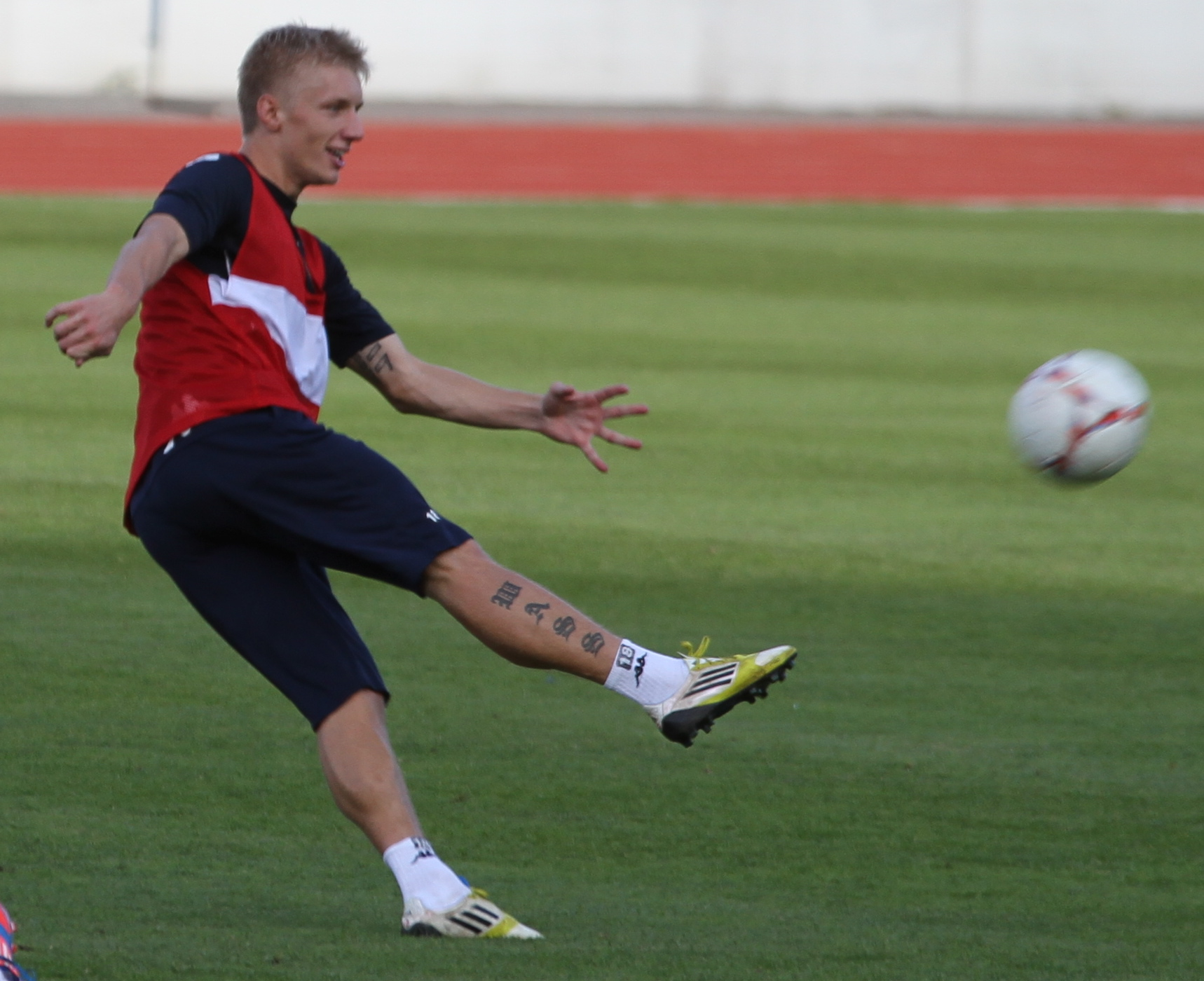
Il difensore danese Daniel Wass (dal 2011 al 2015 all'Évian), convocato dalla sua nazionale a Euro 2012

Ben quattro furono i giocatori, all'epoca dell'Évian, convocati dalla nazionale danese per prendere parte a Euro 2012: il portiere Stephan Andersen (nel biennio 2011-2013 con il club dell'Alta Savoia), il difensore Daniel Wass (dal 2011 al 2015 all'Évian) e il centrocampista Christian Poulsen (ex centrocampista tra le altre di Schalke 04, Siviglia, Juventus e Liverpool) e Thomas Kahlenberg (ex centrocampista di Auxerre e Wolfsburg).
Per la Coppa d'Africa 2013, vennero convocati dalle rispettive squadre cinque giocatori che militavano nella stagione 2012-2013 all'Évian: due per il Ghana (Jonathan Mensah e Mohammed Rabiu) uno per la Repubblica Democratica del Congo (il difensore Cédric Mongongu), uno per il Burkina Faso (il difensore Djakaridja Koné) e uno per la Tunisia (l'attaccante Saber Khalifa). Due anni dopo, alla Coppa d'Africa 2015, tre giocatori sono stati convocati: Mensah per il Ghana (che ha conquistato il secondo posto in questa manifestazione), Mongongu per la Repubblica Democratica del Congo e Koné per il Burkina Faso.
Il primo giocatore dell'Évian che ha partecipato a un campionato mondiale di calcio, è stato Jonathan Mensah con il Ghana (già presente alla Coppa d'Africa 2013 e 2015), convocato per il mondiale brasiliano del 2014.

## Palmarès

### Competizioni nazionali
- Ligue 2: 1

2010-2011
- Championnat National: 1

2009-2010

### Competizioni interregionali
- Championnat de France amateur: 1

2007-2008 (girone B)
- Championnat National 3: 1

2021-2022 (girone M)

### Competizioni regionali
- Régional 1: 1

2019-2020 (girone B)
- Régional 2: 1

2018-2019 (girone C)

## Statistiche e record

### Partecipazione ai campionati
| Livello | Categoria                     | Partecipazioni | Debutto   | Ultima stagione | Totale |
| ------- | ----------------------------- | -------------- | --------- | --------------- | ------ |
| 1º      | Ligue 1                       | 4              | 2011-2012 | 2014-2015       | 4      |
| 2º      | Ligue 2                       | 2              | 2010-2011 | 2015-2016       | 2      |
| 3º      | Championnat National          | 2              | 2008-2009 | 2009-2010       | 2      |
| 4º      | Championnat de France amateur | 1              | 2007-2008 | 2007-2008       | 3      |
| 4º      | Championnat National 2        | 2              | 2022-2023 | 2023-2024       | 3      |
| 5º      | Championnat National 3        | 2              | 2020-2021 | 2021-2022       | 2      |

### Partecipazione alle coppe
| Competizione      | Partecipazioni | Debutto   | Ultima stagione | Totale |
| ----------------- | -------------- | --------- | --------------- | ------ |
| Coppa di Francia  | 15             | 2007-2008 | 2023-2024       | 15     |
| Coupe de la Ligue | 6              | 2010-2011 | 2015-2016       | 6      |

### Statistiche di squadra
Nella sua storia a partire dalla fondazione del sodalizio nel 2007, l'Évian ha disputato quattro campionati consecutivi in Ligue 1 (il primo è stato quello d'esordio nel 2011-2012, mentre l'ultimo la stagione 2014-2015), due i campionati in Ligue 2 (il primo nel 2010-2011 e l'ultimo nel 2015-2016), due stagioni in Championnat National (l'esordio è avvenuto nel 2008-2009, mentre l'ultima apparizione nel 2009-2010), tre partecipazioni al Championnat National 2 (2007-2008, 2022-2023 e 2023-2024), due partecipazioni al Championnat National 3 (nel 2020-2021 e nel 2021-2022) una al Régional 1 (nel 2019-2020) e due al Régional 2 (nel 2017-2018 e nel 2018-2019).
Il miglior piazzamento di sempre per l'Évian in Ligue 1 è il 9º posto della stagione 2011-2012, nella quale si sono registrati anche altri record: maggior numero di punti in una stagione (50), maggior numero di vittorie (13), minor numero di sconfitte (14) e maggior numero di reti (54). Il minor numero di reti incassate, furono le 51 della stagione 2013-2014. Il peggior posizionamento in Ligue 1 è invece il 18º posto della stagione 2014-2015, che è coinciso con la retrocessione in seconda serie. In quest'ultima stagione l'Évian ha stabilito il suo record negativo di punti (37), il maggior numero di sconfitte (23) e il maggior numero di reti subite (62). Il miglior posizionamento in Ligue 2 è invece il 1º posto della stagione 2010-2011, che ha consentito all'Évian di salire per la prima volta nella sua storia in Ligue 1. In questa stagione, il club savoiardo ha totalizzato 67 punti in 38 gare, grazie al maggior numero di vittorie, 18, 13 pareggi e al minor numero stagionale di sconfitte, 7. I gol segnati sono stati 63, miglior attacco del torneo, e 41 le reti subite.
Nel suo palmarès l'Évian ha conquistato un titolo di Ligue 2 nel 2011, uno di Championnat National nel 2010, uno di Championnat de France amateur nel 2008, uno di Championnat National 3 nel 2022, uno di Régional 1 nel 2020 e uno di Régional 2 nel 2019.

### Statistiche individuali

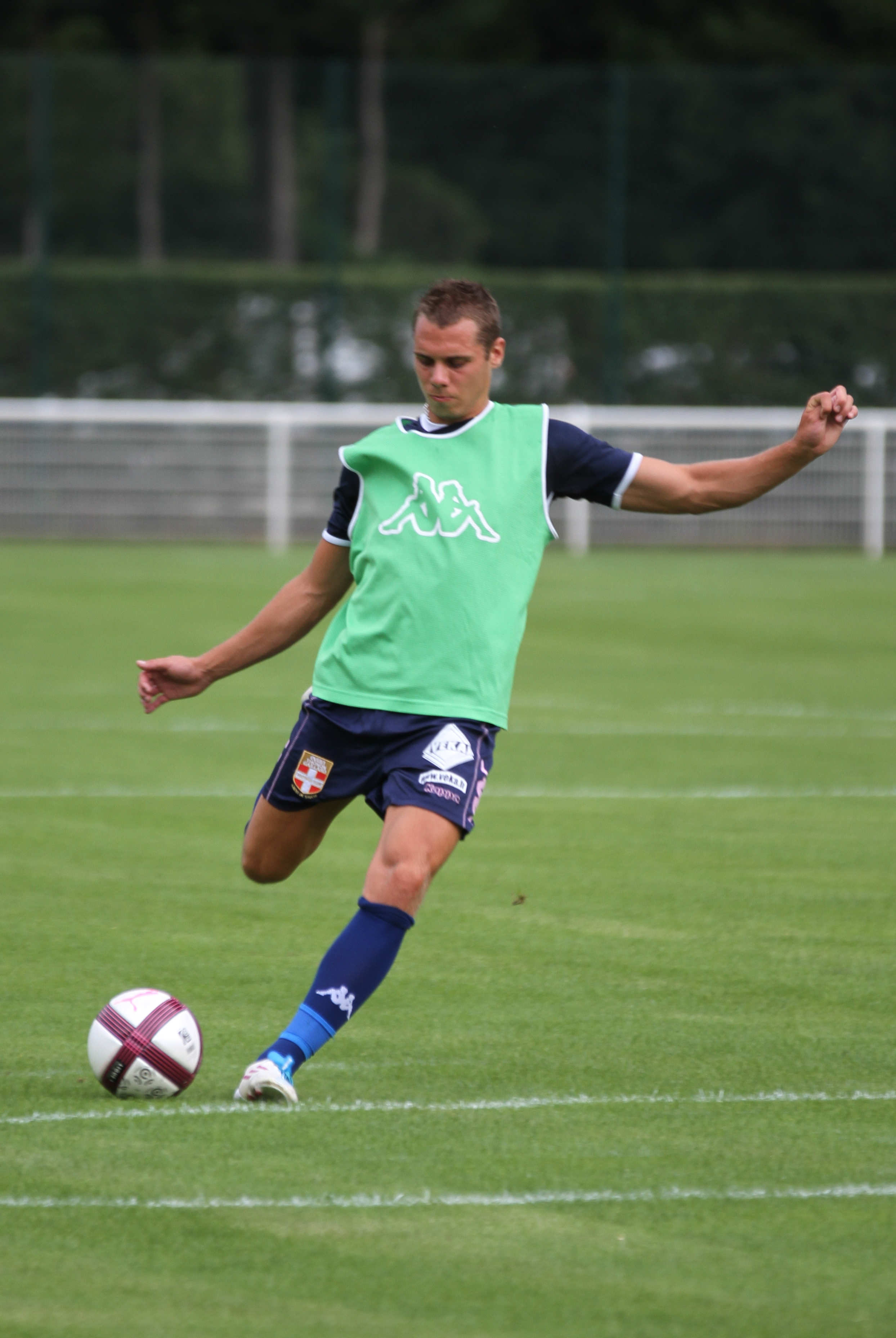
L'attaccante Kévin Bérigaud, record man di gol con l'Évian (205 gare e 61 reti dal 2007 al 2014)

I record man di presenze nella storia dell'Évian sono Cédric Barbosa e Olivier Sorlin con 222 gare. Il secondo con più presenze è l'attaccante Kévin Bérigaud, che ha militato nel club dal 2007 al 2014. Ha collezionato totalmente 205 presenze, con 61 reti che ne fanno di lui anche il miglior marcatore di sempre.
| Record di presenze - 222 Cédric Barbosa (2009-2016) - 222 Olivier Sorlin (2010-2016) - 205 Kévin Bérigaud (2007-2014) - 199 Cédric Cambon (2008-2015) - 186 Aldo Angoula (2009-2016) - 146 Daniel Wass (2011-2015) - 135 Mathieu Lafon (2007-2011) - 134 Pierre Bouby (2007-2011) - 130 Bertrand Laquait (2009-2014) - 110 Yannick Sagbo (2010-2013) | Record di reti - 61 Kévin Bérigaud (2007-2014) - 34 Cédric Barbosa (2009-2016) - 31 Yannick Sagbo (2010-2013) - 27 Daniel Wass (2011-2015) - 27 Pierre Bouby (2007-2011) - 24 Yohan Di Tommaso (2007-2009) - 23 Youssef Adnane (2010-2013) - 20 Oumar Pouye (2008-2011) - 20 Saber Khalifa (2011-2013) - 16 Aldo Angoula (2009-2016) |

## Tifoseria

### Storia

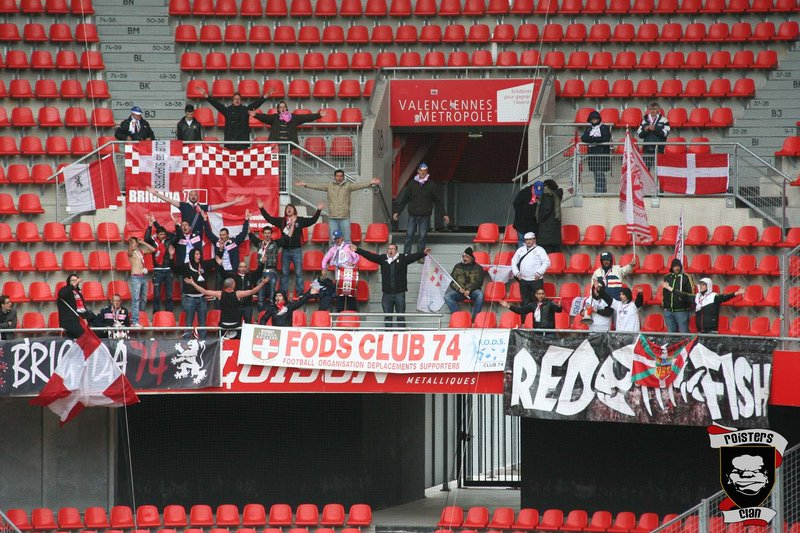
I tifosi dell'Évian in trasferta

I gruppi della tifoseria organizzata del Évian sono principalmente tre e prendono il nome di Red Fish, FODS e Brigada 74.

### Gemellaggi e rivalità
Il principale rapporto di amicizia intrattenuto dai tifosi dell'Évian è con la tifoseria del Nizza. Ciò è dovuto al fatto che la contea di Nizza fece parte del ducato di Savoia, divenuto in seguito regno di Sardegna fino al 1860, anno in cui avvenne l'annessione alla Francia.